# مايلس هايزر
مايلز دومينيك هيزر (ولد في 16 مايو 1994) هو ممثل أمريكي. اشتهر بدوره بشخصية اليكس ستاندال في مسلسل ثلاثة عشر سببا, وايضا دور درو هولت في مسلسل parenthood.

## حياته
ولد مايلز بتاريخ 16 مايو 1994 في غرينفيل بولاية كنتاكي. والدته ممرضة، ولديه شقيقة تكبرة سناً تدعى موريا.عندما كان كان طفلا, قدم مايلز العديد من العروض المسرحية المجتمعية في ليكسينغتون. انتقلت عائلة مايلس إلى لوس انجلوس عندما كان عمره عشر سنوات لدعم حياته المهنية في التمثيل بدوام كامل عندما كان في العاشرة من عمره. 

## مهنتة
لعب مايلز دور البطولة في الفيلم القصير المسعف كشخصية يونغ جيمس. منذ ذلك الحين ، لعب مايلز دور البطولة في حلقات مسلسل شبح هامس والقرش وبونز وبرايفت براكتس.
في عام 2007 ، لعب مايلز دور ديفي دانر البالغ من العمر 12 عامًا في فيلم Rails & Ties ، والذي تم ترشيحه لجائزة الفنان الشاب لأفضل ممثل شاب رائد في فيلم روائي طويل.
بدأ مايلز بانتاج بعض الموسيقى وكانت اول اغنية له بعنوان Despise والتي تم اصدارها في 17 ديسمبر2021 والتي حصلت على 50 الف استماعاً في مخططات سبوتيفاي الى الأن

## الحياة الشخصية
في سن التاسعة عشر افصح مايلز بأنه مثليّ الجنس وانه جزء من مجتمع الميم

## الأعمال

### الأفلام
| السنة | العنوان                           | الدور        | ملاحظات                                                          |
| ----- | --------------------------------- | ------------ | ---------------------------------------------------------------- |
| 2006  | Paramedic                         | جيمس الشاب   | فلم قصير                                                         |
| 2007  | Rails & Ties                      | ديفي دانر    | رشح - لجائزة الفنان الشاب لأفضل ممثل شاب رائد في فيلم روائي طويل |
| 2008  | Loon                              | كارسون ليند  | فلم قصير                                                         |
| 2012  | The Arm                           | تشانس        | فلم قصير                                                         |
| 2013  | Rudderless                        | جوش          |                                                                  |
| 2014  | Memoria                           | سايمون       |                                                                  |
| 2015  | The Stanford Prison Experiment    | مارشال لوفيت |                                                                  |
| 2015  | The Red Thunder                   | داني         | فلم قصير                                                         |
| 2016  | Nerve                             | تومي مانكوسو |                                                                  |
| 2018  | Simon vs. The Homo Sapiens Agenda | Cal Price    | تحت الإنتاج                                                      |

### المسلسلات
| السنة   | العنوان                | الدور         | ملاحظة                                                   |
| ------- | ---------------------- | ------------- | -------------------------------------------------------- |
| 2005    | CSI: Miami             | جوي إيفرتون   | حلقة : "Nothing to Lose"                                 |
| 2006    | Ghost Whisperer        | جيك موريسون   | حلقة : "Drowned Lives"                                   |
| 2007    | Shark                  | جاكي باكنر    | حلقة : "Strange Bedfellows"                              |
| 2007    | Bones                  | جوي           | حلقة : "Death in the Saddle"                             |
| 2007    | Private Practice       | مايكل         | حلقة : "In Which Addison Has a Very Casual Get Together" |
| 2007    | إي آر (مسلسل)          | جوشوا ليبنيكي | الحلقة 4                                                 |
| 2009    | Cold Case              | كيث أواتس     | حلقة: "Forensics"                                        |
| 2010–15 | Parenthood             | درو هولت      | دور رئيسي; 82 حلقة                                       |
| 2017–   | ثلاثة عشر سببا (مسلسل) | أليكس ستاندال | دور أساسي.                                               |

## وصلات خارجية
- مايلس هايزر على موقع IMDb (الإنجليزية)
- مايلس هايزر على موقع ألو سيني (الفرنسية)
- مايلس هايزر على موقع أول موفي (الإنجليزية)
- مايلس هايزر على موقع قاعدة بيانات الفيلم (الإنجليزية)
- مايلس هايزر على موقع كينوبويسك (الروسية)
- مايلس هايزر  على موقع أول موفي